# Contea di Exmouth
La contea di Exmouth è una delle quattro Local Government Areas che si trovano nella regione di Gascoyne, in Australia Occidentale. Essa si estende su di una superficie di circa 6.261 chilometri quadrati ed ha una popolazione di 2.063 abitanti.